# Riccardo Petroni
Pour les articles homonymes, voir Petroni.

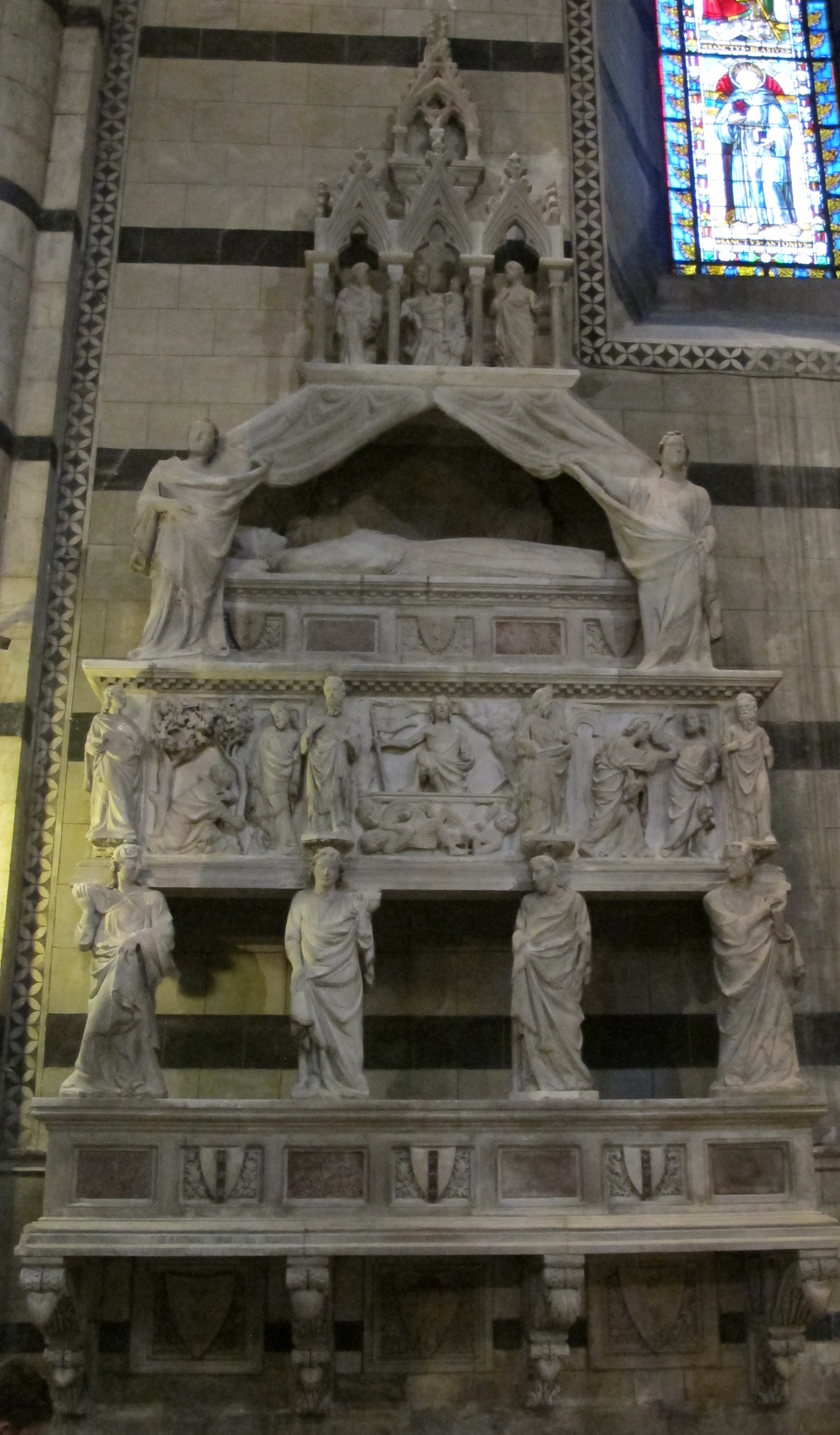

Riccardo Petroni (né v. 1250 à Sienne alors dans la république de Sienne et mort le 10 février 1314 à Gênes) est un cardinal italien de la fin du XIIIe et du début du XIVe siècle.

## Biographie
Riccardo Petroni étudie à l'université de Bologne. Il est professeur à Naples et vice-chancelier de la Sainte Église romaine. Juriste célèbre, il collabore au Liber Sextus des Decretales.
Le pape Boniface III le crée cardinal lors du consistoire de 4 décembre 1298.  
Le cardinal Petroni participe au conclave de 1304-1305 lors duquel Clément V) est élu pape, mais il doit l'abandonner pour cause de maladie. Il assiste au concile de  Vienne en 1311 et est légat du pape à Gênes. Il construit plusieurs monuments dans sa ville natale et la Chartreuse de Maggiano. 
Son monument funéraire, à Sienne, est du sculpteur Tino di Camaino (1280-1337)